# Liste der Monuments historiques in Le Haut Soultzbach
Die Liste der Monuments historiques in Le Haut Soultzbach führt die Monuments historiques in der französischen Gemeinde Le Haut Soultzbach auf.

## Liste der Bauwerke
| Bezeichnung           | Beschreibung                                                                    | Standort                              | Kennzeichnung | Schutzstatus | Datum | Bild           |
| --------------------- | ------------------------------------------------------------------------------- | ------------------------------------- | ------------- | ------------ | ----- | -------------- |
| Kirche Ste-Marguerite | ehemaliger Chorturm, bezeichnet 1469, heute Sakristei; Schiff und Chor von 1768 | Soppe-le-Haut, rue de l’Église (Lage) | PA00135160    | Inscrit      | 1995  | weitere Bilder |

## Liste der Objekte
| Bezeichnung                         | Beschreibung | Standort                                           | Kennzeichnung | Schutzstatus | Datum | Bild |
| ----------------------------------- | --- | -------------------------------------------------- | ------------- | ------------ | ----- | ---- |
| Kanzel                              | Holz und Stuck, farbig gefasst und vergoldet, 1770 | Soppe-le-Haut, in der Kirche Ste-Marguerite (Lage) | PM68001444    | Inscrit      | 1995  |      |
| Hauptaltar                          | Altartisch, Tabernakel, Retabel, zwei Gemälde und vier Skulpturen; Holz und Stuck, farbig gefasst und vergoldet, sowie Ölfarbe auf Leinwand, 1769; ein Gemälde um 1769 von Johann Pfunner, das andere 1888 von Heinrich Kaiser | Soppe-le-Haut, in der Kirche Ste-Marguerite (Lage) | PM68001512    | Inscrit      | 1995  |      |
| Zwei Putti                          | Holz, farbig gefasst, 1770, von der Kanzel; eingelagert | Soppe-le-Haut, im ehemaligen Pfarrhaus (Lage)      | PM68001445    | Inscrit      | 1995  |      |
| Uhrwerk der Turmuhr                 | Eichenholz, Schmiedeeisen, 17. oder 18. Jahrhundert | Soppe-le-Haut, in der Kirche Ste-Marguerite (Lage) | PM68001446    | Inscrit      | 1995  |      |
| Zwei Seitenaltäre                   | jeweils Altartisch, Retabel, zwei Skulpturen und zwei Gemälde; Holz und Stuck, Farbig gefasst und vergoldet, sowie Ölfarbe auf Leinwand, 1770; die Gemälde 1888 von Heinrich Kaiser                                            | Soppe-le-Haut, in der Kirche Ste-Marguerite (Lage) | PM68001511    | Inscrit      | 1995  |      |
| Gemälde Heilige Margaretha          | Ölfarbe auf Leinwand, um 1769 von Johann Pfunner | Soppe-le-Haut, im ehemaligen Pfarrhaus (Lage)      | PM68001513    | Inscrit      | 1995  |      |
| Gemälde Heiliger Antonius der Große | Ölfarbe auf Leinwand, um 1770 | Soppe-le-Haut, im ehemaligen Pfarrhaus (Lage)      | PM68001514    | Inscrit      | 1995  |      |